# Niviventer cremoriventer
Niviventer cremoriventer је врста глодара из породице мишева (лат. Muridae).

## Распрострањење
Врста је присутна у Индонезији, Малезији, Сингапуру и Тајланду.

## Станиште
Врста Niviventer cremoriventer има станиште на копну.

## Угроженост
Ова врста се сматра рањивом у погледу угрожености врсте од изумирања.

### Популациони тренд
Популација ове врсте се смањује, судећи по расположивим подацима.